# 1965-ös Eurovíziós Dalfesztivál
Az 1965-ös Eurovíziós Dalfesztivál volt a tizedik Eurovíziós Dalfesztivál, melynek az olaszországi Nápoly adott otthont. A helyszín a nápolyi Sala di Concerto della RAI volt.

## A résztvevők
Először vett részt Írország, mely később a verseny legsikeresebb országa lett. 
Egy év kihagyás után tért vissza Svédország, így összesen rekordmennyiségű tizennyolc dal versenyzett.
Másodszor vett részt a versenyen a spanyol Conchita Bautista, a Jugoszláviát képviselő Vice Vukov, és az osztrák Udo Jürgens is. Utóbbi a következő, 1966-os versenyen is részt vett, és onnan már győztesként távozott.

## A verseny
Ez volt az első alkalom, hogy egy ország dala teljes egészében nem a nemzeti nyelven szólalt meg, ugyanis Svédország dala angol nyelvű volt. Az ellenkezés miatt a következő évtől bevezetésre került az a szabály, mely szerint mindegyik résztvevőnek a saját országának egyik hivatalos nyelvén kell énekelnie.
Ez volt az első verseny, amelyet az Eurovízió kelet-európai megfelelője, az Intervízió is közvetített.

## A szavazás
A szavazás nem változott az 1964-es versenyen bevezetett rendszerhez képest. Az egyes országok 10-10 zsűritaggal rendelkeztek, akik tetszőlegesen osztottak szét három pontot a dalok között. Ezután összeadták a pontokat, és az összesített lista első három helyezettje kapott 5, 3 és 1 pontot. Amennyiben csak egy dalra szavazott az összes zsűritag, akkor az 9 pontot kapott, ha csak kettőre, akkor azok 6 és 3 pontot kaptak.
A szavazás a fellépési sorrendnek megfelelően zajlott: Hollandia volt az első szavazó, és Svájc az utolsó. Luxemburg rögtön az első  szavazó után az élre állt, és bár a második, brit zsűri pontjai után még Monaco beérte pontszámban, ám a luxemburgi dal ezután végig vezetve az élen zárt. Az előnyt annak ellenére is sikerült megőrizni, hogy a korábbi évekhez viszonyítva sok, összesen hét zsűri sem tartotta pontra érdemesnek a győztes dalt. Ezek a brit, a belga, a monacói, a portugál, az olasz, a jugoszláv és furcsa módon az énekesnő hazája, Franciaország zsűrije voltak. Emellett négy ország zsűrijétől gyűjtött be a maximális öt pontot. Luxemburg másodszor tudott diadalmaskodni, és a Serge Gainsbourg által írt dal világsláger lett.
Az Egyesült Királyság végzett a második helyen, immáron ötödik alkalommal. Érdekesség, hogy ez a második hely a legjobb eredmény, amelyet a fellépési sorrendben kettes sorszámmal valaha elértek. Még soha senkinek nem sikerült nyernie innen, és a legtöbb utolsó helyezett dalt – szám szerint kilencet – kettes sorszámmal adták elő.
Akárcsak az előző három évben, ismét négy ország maradt pont nélkül. Ezúttal Belgium, Finnország, Németország és Spanyolország énekese távozott üres kézzel. Mind a négy ország másodszor kapott nulla pontot.

## Térkép

Részt vevő országok

## Eredmények
| #  | Ország             | Nyelv       | Előadó             | Dal                                 | Magyar fordítás               | Helyezés | Pontszám |
| -- | ------------------ | ----------- | ------------------ | ----------------------------------- | ----------------------------- | -------- | -------- |
| 01 | Hollandia          | holland     | Conny Vandenbos    | ’t is genoeg                        | Elég volt                     | 11.      | 5        |
| 02 | Egyesült Királyság | angol       | Kathy Kirby        | I Belong                            | Tartozok valakihez            | 2.       | 26       |
| 03 | Spanyolország      | spanyol     | Conchita Bautista  | ¡Qué bueno, qué bueno!              | Milyen jó, milyen jó          | 15.      | 0        |
| 04 | Írország           | angol       | Butch Moore        | I'm Walking the Streets in the Rain | Esőben sétálok az utakon      | 6.       | 11       |
| 05 | Németország        | német       | Ulla Wiesner       | Paradies, wo bist du?               | Hol vagy Édenkert?            | 15.      | 0        |
| 06 | Ausztria           | német       | Udo Jürgens        | Sag ihr, ich lass sie grüßen        | Mondd meg neki, hogy üdvözlöm | 4.       | 16       |
| 07 | Norvégia           | norvég      | Kirsti Sparboe     | Karusell                            | Körhinta                      | 13.      | 1        |
| 08 | Belgium            | holland     | Lize Marke         | Als het weer lente is               | Amikor újra tavasz lesz       | 15.      | 0        |
| 09 | Monaco             | francia     | Marjorie Noël      | Va dire à l’amour                   | Menj, mondd meg a szerelemnek | 9.       | 7        |
| 10 | Svédország         | angol       | Ingvar Wixell      | Absent Friend                       | A barát hiánya                | 10.      | 6        |
| 11 | Franciaország      | francia     | Guy Mardel         | N’avoue jamais                      | Sose valld be                 | 3.       | 22       |
| 12 | Portugália         | portugál    | Simone de Oliveira | Sol de inverno                      | Téli napfény                  | 13.      | 1        |
| 13 | Olaszország        | olasz       | Bobby Solo         | Se piangi, se ridi                  | Ha sírsz, ha nevetsz          | 5.       | 15       |
| 14 | Dánia              | dán         | Birgit Brüel       | For din skyld                       | A Te kedvedért                | 7.       | 10       |
| 15 | Luxemburg          | francia     | France Gall        | Poupée de cire, poupée de son       | Viaszbaba, rongybaba          | 1.       | 32       |
| 16 | Finnország         | finn        | Viktor Klimenko    | Aurinko laskee länteen              | Nyugaton kel fel a Nap        | 15.      | 0        |
| 17 | Jugoszlávia        | szerbhorvát | Vice Vukov         | Čežnja                              | Vágyódás                      | 12.      | 2        |
| 18 | Svájc              | francia     | Yovanna            | Non, à jamais sans toi              | Nem, örökké nélküled          | 8.       | 8        |

## Ponttáblázat

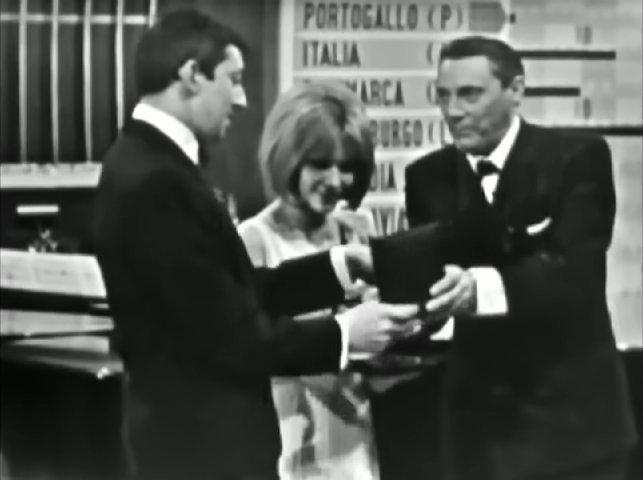
France Gall és Serge Gainsbourg átveszi a díjat.

|                    | Zsűrik    | Zsűrik             | Zsűrik        | Zsűrik   | Zsűrik      | Zsűrik   | Zsűrik   | Zsűrik  | Zsűrik | Zsűrik     | Zsűrik        | Zsűrik     | Zsűrik      | Zsűrik | Zsűrik    | Zsűrik     | Zsűrik      | Zsűrik | Zsűrik |
| Össz               | Hollandia | Egyesült Királyság | Spanyolország | Írország | Németország | Ausztria | Norvégia | Belgium | Monaco | Svédország | Franciaország | Portugália | Olaszország | Dánia  | Luxemburg | Finnország | Jugoszlávia | Svájc  |        |
| ------------------ | --------- | ------------------ | ------------- | -------- | ----------- | -------- | -------- | ------- | ------ | ---------- | ------------- | ---------- | ----------- | ------ | --------- | ---------- | ----------- | ------ | ------ |
| Hollandia          | 5         |                    |               |          |             |          |          | 5       |        |            |               |            |             |        |           |            |             |        |        |
| Egyesült Királyság | 26        |                    |               | 5        |             |          |          | 1       | 6      |            | 3             |            |             | 1      | 5         |            |             |        | 5      |
| Spanyolország      | 0         |                    |               |          |             |          |          |         |        |            |               |            |             |        |           |            |             |        |        |
| Írország           | 11        |                    |               |          |             |          |          |         |        |            |               |            | 3           | 5      |           |            |             | 3      |        |
| Németország        | 0         |                    |               |          |             |          |          |         |        |            |               |            |             |        |           |            |             |        |        |
| Ausztria           | 16        |                    | 3             |          | 5           |          |          |         |        |            |               |            | 5           | 3      |           |            |             |        |        |
| Norvégia           | 1         |                    |               |          |             |          | 1        |         |        |            |               |            |             |        |           |            |             |        |        |
| Belgium            | 0         |                    |               |          |             |          |          |         |        |            |               |            |             |        |           |            |             |        |        |
| Monaco             | 7         |                    | 5             |          |             |          |          |         |        |            |               |            |             |        |           |            |             | 1      | 1      |
| Svédország         | 6         |                    |               |          |             |          |          |         |        |            |               |            |             |        | 3         |            | 3           |        |        |
| Franciaország      | 22        | 1                  |               | 3        | 1           | 3        |          |         |        | 5          |               |            |             |        |           | 3          | 1           | 5      |        |
| Portugália         | 1         |                    |               |          |             |          |          |         |        | 1          |               |            |             |        |           |            |             |        |        |
| Olaszország        | 15        | 3                  | 1             |          |             | 1        |          |         | 3      | 3          |               | 3          |             |        |           | 1          |             |        |        |
| Dánia              | 10        |                    |               |          |             |          |          |         |        |            | 5             |            |             |        |           | 5          |             |        |        |
| Luxemburg          | 32        | 5                  |               | 1        | 3           | 5        | 5        | 3       |        |            | 1             |            |             |        | 1         |            | 5           |        | 3      |
| Finnország         | 0         |                    |               |          |             |          |          |         |        |            |               |            |             |        |           |            |             |        |        |
| Jugoszlávia        | 2         |                    |               |          |             |          |          |         |        |            |               | 1          | 1           |        |           |            |             |        |        |
| Svájc              | 8         |                    |               |          |             |          | 3        |         |        |            |               | 5          |             |        |           |            |             |        |        |

## Visszatérő előadók
| Előadó            | Ország        | Előző év(ek) |
| ----------------- | ------------- | ------------ |
| Conchita Bautista | Spanyolország | 1961         |
| Udo Jürgens       | Ausztria      | 1964         |
| Vice Vukov        | Jugoszlávia   | 1963         |